# Limelight
Limelight – singel z albumu Moving Pictures kanadyjskiego tria progresywnego Rush. Wydany 28 lutego 1981 z utworem „YYZ” na stronie B. Utwór skomponowali Geddy Lee oraz Alex Lifeson, słowa napisał Neil Peart. 

## Twórcy
- Geddy Lee – gitara basowa, wokal
- Alex Lifeson – gitara elektryczna
- Neil Peart – perkusja